# Agelasta quadrimaculata
Agelasta quadrimaculata es una especie de escarabajo longicornio del género Agelasta, categorizada en la tribu Mesosini, de la subfamilia Lamiinae. Fue descrita por Gahan en 1890.

## Descripción
Mide 11-15 mm de longitud.

## Distribución
Se distribuye por Asia: India.